# ヒューマン・ファクター (小説)
『ヒューマン・ファクター』（原題：The Human Factor）は、グレアム・グリーンが1978年に発表したイギリスのスパイ小説である。
1979年に同名で映画化された。

## あらすじ
ソ連に潜入している情報部員から、イギリス秘密情報部六課Aからアフリカ関係の内部情報が漏洩している事実が判明する。六課課長のワトソン、六課Aのモーリス・カースル（Maurice Castle）とアーサー・デイヴィス、三人の中の誰かが二重スパイと考えられる。バーシヴァル博士は、デイヴィスが二重スパイと判断し、細菌毒による毒殺を提案する。実は、カースルが二重スパイとして、ソ連の工作員ボリスと連絡をとっていた。カースルは、7年前に南アフリカ共和国に赴任していた時に、黒人のサラと恋仲になった。黒人と白人の恋愛は、人種差別法規に抵触する。共産党員のカーソン弁護士の働きで、サラは隣国に脱出することができた。
カースルは、その代償としてソ連の二重スパイになった。彼は六課Aの管理責任者として、アンクル・リーマス作戦に関与することになった。アンクル・リーマス作戦は、イギリス、アメリカ、南アフリカ共和国が人種差別政策において共同戦線を張る作戦である。南アフリカ共和国の秘密警察の代表として、コーネリアス・ミュラーがロンドンにやってきた。ミュラーは、7年前にサラを国内に拘束しようとした過去がある。表面的にはビジネスライクに応対しているが、カースルはミュラーをひどく憎んでいる。そんな時に、バーシヴァル博士は、証拠が出そろわないうちに、勇み足でデイヴィスを毒殺してしまう。
デイヴィスの死後、内部情報が漏洩すると、自分に疑いがかかるため、カースルはソ連との連絡を絶つ決断をする。その後カースルは、新しいアンクル・リーマス作戦の情報をミュラーから手に入れる。ミュラーが憎いカースルは、この情報をソ連に送らずにはいられなくなる。以前の連絡員と再びうまく連絡が取れず、不安になったカースルは、妻のサラに自分がソ連の二重スパイである事を告白する。ソ連との連絡員のハリデイ・ジュニアが別件で逮捕されたことにより、カースルは自分の身に危険が及ぶのを察知した。頼みの綱は、ソ連からのイギリス脱出の手引きだけだった。
妻と子をカースルの母の家に追いやり、自宅でソ連からの工作員を待っているうちに、現れたのは逮捕されたハリデイ・ジュニアの父・ハリデイ老人だった。彼は昔からの共産党員で、カースルを自家用車で指定のホテルまで運んだ。その後、工作員の手引きで、カースルはヒースロー空港から国外に脱出し、モスクワに到着する。カースルはモスクワで歓迎され、仕事や住居をあてがわれる。しかし、ソ連の工作員ボリスから知らされた真実は、カースルが報告した経済情報は、何の価値もなかったことであった。アンクル・リーマス作戦を全世界に発表して、三国の評判を落とすために、情報提供者カースルの亡命が必須であったのだ。また、息子のパスポートが取得できないことで、サラと息子のモスクワ行きが暗礁に乗り上げことを知らされる。カースルは職業の選択を誤ったのを知ったが、すでに時おそかった。
夜の7時、カースルの母の家の電話が鳴った。サラが受話器をとりあげると、カースルの声だった。

## 登場人物（宇野利泰訳）
ジョン・ハーグリーヴズ卿
秘密情報部長官。妻はアメリカ人。
ワトソン
秘密情報部六課課長。
モーリス・カースル
62歳。秘密情報部六課Aの管理責任者。担当は中近東と南アフリカ。元銀行員で几帳面。7年前まで南アフリカに赴任していた。
サラ・（マヌコシ）
南アフリカ人：パンツー族。黒人。カースルの妻。
サム
サラの息子。カースルには義理の息子。父親は死亡。
メアリー
カースルの初めの妻。不妊症。空襲で死亡。
ハリデイ老人
カースルの愛用している書店店主。
ハリデイ・ジュニア
ハリデイ老人の息子。別の書店店主。カースルの情報をソ連に送る連絡係。
アーサー・デイヴィス
秘密情報部六課Aの課員。カースルの同僚。独身者。労働党員。大学の専攻は数学と物理学。
シンシア
六課Aの女秘書。デイヴィスが恋心を抱く。陸軍少将の娘。
ジョン・デイントリー大佐
情報部の新しい監察官。部員の機密保持の監察を担当。狩猟が趣味。妻と別居中。
シルヴィア
デイントリー大佐の別居中の妻。
エリザベス
デイントリー大佐の別居している娘。
エマニュエル・バーシヴァル博士
情報部の医師。釣りが趣味。独身。
カーソン
南アフリカ共和国時代のカースルの知り合い。弁護士。共産党員。サラの出国を援助。
ボリス
ポーランド人。ソ連の工作員。カースルとの連絡員。英語の教師。
イヴァン
ロシア人。ソ連の工作員。ボリスの前任者。
コーネリアス・ミュラー
南アフリカ共和国秘密警察BOSSの首脳陣の一人。BOSSの事実上の代表者。
ヴァン・ドンク大佐
南アフリカ共和国秘密警察に所属。

## 用語
アンクル・リーマス作戦
イギリス、アメリカ、南アフリカ共和国の三国が人種差別政策において共同戦線を張る作戦。
ポートン研究所
細菌兵器の研究所。
BOSS
国家保安局 (Bureau Of State Security)。アパルトヘイト時代に組織された南アフリカ共和国の情報機関の略称。
オルグ
左翼団体が組織に人を勧誘すること。

## 日本語訳
1979年7月に早川書房で、宇野利泰訳が単行本出版され、2006年10月に新訳版が、加賀山卓朗訳で文庫出版された（のち電子書籍で再刊）。
- 宇野利泰 訳『ヒューマン・ファクター』早川書房〈Hayakawa novels〉、1979年7月31日。ISBN 978-4152073853。 NCID BN05475113。OCLC 672551400。全国書誌番号:79027386。
  - 『グレアム・グリーン全集 25　ヒューマン・ファクター』宇野利泰訳、早川書房、1983年4月。ISBN 978-4152003256
  - 『ヒューマン・ファクター』宇野利泰訳、ハヤカワ文庫NV、1983年12月。ISBN 978-4150403423。 NCID BN07315300。OCLC 673462348。全国書誌番号:84020859。
- 加賀山卓朗 訳『ヒューマン・ファクター〔新訳版〕』早川書房〈ハヤカワepi文庫 グレアム・グリーン・セレクション〉、2006年10月。ISBN 4-15-120038-X。 NCID BA81304479。OCLC 676284075。全国書誌番号:21118796。